# ARA Bermejo (1874)
La cañonera o bombardera ARA Bermejo fue un buque de guerra de la Armada Argentina, parte de la llamada Escuadra Sarmiento.

## Historia
Previa licitación fue contratada su adquisición a los astilleros británicos Laird Bross a un costo de £ 13.678, pero esta firma subcontrató su construcción con Rennie & Co., de Greenwich, Inglaterra.
Impulsada por 2 máquinas a vapor, sistema Compound, con una potencia de 409 HP (efectiva 90 HP), alcanzaba una velocidad máxima de 9 nudos y 4 de crucero. 
Su casco era de hierro con tres compartimientos estancos transversales y dos longitudinales. Su obra muerta poseía casillaje y bordas a proa para facilitar la navegación oceánica. Inicialmente tenía aparejo de pailebot con dos palos y seis velas, pero el trinquete le fue retirado en Buenos Aires a pedido de su comandante por estorbar la maniobra del cañón. Montaba 1 cañón de avancarga Armstrong de 240 mm a proa y una ametralladora Hotchkiss de 37 mm. Sus carboneras tenían una capacidad de 62 toneladas.
A mediados de 1874 se le colocó la quilla y fue botada en el mes de diciembre. Finalizado su alistamiento, en enero de 1876 fue recibida por el subteniente Francisco de la Cruz y zarpó de Birkenhead en convoy con su gemela la Pilcomayo, tripulada por personal del astillero británico.
En febrero de 1876 fueron recibidas en el puerto de la ciudad de Buenos Aires por una comisión inspectora integrada por los oficiales superiores Luis Py, Álvaro José de Alzogaray y Bartolomé Cordero y tras incorporarse formalmente a la escuadra el 13 de marzo al mando de Francisco de la Cruz fue conducida al apostadero del río Lujan, permaneciendo en situación de desarme con motivo de restricciones presupuestarias en Los Pozos (mayo) y Zárate (junio a diciembre).
Durante 1877 permaneció en situación de desarme al mando del teniente Valentín Feilberg en aguas del río Lujan. En julio de 1878 mientras se encontraba en dique seco en San Fernando (Buenos Aires) reemplazó a Feilberg el capitán Rafael Blanco y en septiembre (ya en la rada de Buenos Aires) los subtenientes José Gascón y Cándido Chaneton.
En 1880 pasó al mando del sargento mayor Jorge Hobson Lowry permaneciendo hasta mayo de estación en Rosario y en la ciudad de Santa Fe. Al regresar al Riachuelo en junio chocó y hundió a la goleta Andrea Doria. Ese año escoltó en su viaje desde Montevideo al vapor Villarino, que transportaba los restos del general José de San Martín. 
En mayo de 1881 pasó a Bahía Blanca para tareas de relevamiento hidrográfico. El 6 de octubre puso en operaciones al pontón-faro Manuelita y en noviembre auxilió a la barca inglesa Clyde Bahn.
Durante 1882 permaneció en el área al mando del sargento mayor Enrique Howard. En 1883 regresó a Buenos Aires donde permaneció hasta enero de 1883, cuando regresó a Bahía Blanca hasta septiembre, volviendo luego a su apostadero en el Tigre para reparaciones. Durante 1884, al mando del capitán Emiliano Goldriz, se le reemplazó el timón y la chimenea. En diciembre pasó como estacionario en Punta Lara para el control de los buques mercantes procedentes de puertos del Brasil afectados por el cólera. 
Durante 1885 y 1886 permaneció en situación de desarme y con dotación reducida. En 1887 al mando del teniente Ramón Flores fue integrada a la 2° División naval, pero continuó con escasa actividad durante ese año y el siguiente. En 1889 al mando aún de Flores operó en aguas del río Paraná. Al estallar la Revolución del Parque en 1890 trasladó tropas acantonadas en el Chaco hasta Campana, actuando como buque insignia de la escuadrilla constituida por el Maipú, el ARA República, el ARA Constitución y el ARA Azopardo.
Tras reparaciones menores, durante 1891 operó entre Santa Fe y Zárate. En 1892 fue puesta al mando del teniente de navío Juan G. Dailey. Entre julio y noviembre permaneció estacionario en Barranqueras en apoyo de las tropas en operaciones en el Chaco Austral.
Durante 1893 estuvo al mando sucesivo del teniente de navío Lucio Basualdo, el capitán de fragata José Montero, el teniente de navío Leopoldo Taboada y el capitán de fragata José B. Pastore, permaneciendo en operación en el bajo Paraná y en la isla Martín García. En septiembre de 1894 participó de las maniobras de la escuadra en aguas del Río de la Plata.
En 1895 pasó a los Talleres de Marina del Río Lujan para su conversión en transporte, retirándose el cañón de proa y dotándolo de una bodega de 100 Tn. de carga a expensas de la santabárbara y parte de los alojamientos.
Entre 1896 y 1902 pasó a operar en el ámbito de la Intendencia de la Armada con tripulación y mando civil o militar ocasional, efectuando viajes a Bahía Blanca en apoyo de las obras del Puerto Militar especializándose como buque cisterna para la provisión de agua a los buques de la escuadra de la División Bahía Blanca.
Entre los años 1903 y 1932 permaneció afectado como buque cisterna a la Base Naval de Puerto Belgrano. Ese último año fue desguazada en instalaciones de la Base y vendida como chatarra.